# قره‌تپه (شهرستان چوی)
قره‌تپه (به لاتین: Kara-Döbö) یک منطقهٔ مسکونی در قرقیزستان است که در شهرستان چوی واقع شده‌است. قره‌تپه ۰٫۶ کیلومتر مربع مساحت و ۹۳۳ نفر جمعیت دارد و ۹۴۸ متر بالاتر از سطح دریا واقع شده‌است.